# Phot
O phot (símbolo ph), também conhecido por fot, é a unidade CGS de iluminamento. O valor de 1 ph = 1 cd/cm2 = 104 lx.